# Fatou N'Diaye
Fatou N'Diaye es una actriz francesa, originaria de Senegal, nacida en 1980 en Saint-Louis. 

## Biografía
N'Diaye se mudó de Senegal a París, Francia junto a su madre cuando tenía ocho años.
En 1997 fue descubierta por Oliviero Toscani, fotógrafo comercial de la marca Benetton, lo que la llevó a convertirse en modelo.
Aprendió criollo de Guinea-Bisáu mientras se preparaba para interpretar el papel principal en la película Nha fala de 2002.

## Filmografía
- 2001 : Fatou la Malienne película para televisión de Daniel Vigne
- 2002 : Asterix & Obelix: Mission Cleopatra de Alain Chabat : Exlibris
- 2002 : Angelina (serie de televisión): Angelina
- 2002 : Nha fala ( Mi voz) de Flora Gomes : Vita[1]
- 2003 : Spirit of the Mask (episodio de la serie de televisión Aventure et associés ): Celia
- 2003 : Fatou, l'espoir (serie de televisión): Fatou
- 2004 : Une autre vie (serie de televisión): Djenaba
- 2004 : Souli : Abi[3]
- 2006 : Un dimanche à Kigali de Robert Favreau : Gentille[4]
- 2006 : Guet-apens (episodio de la serie de televisión Alex Santana, négociateur ): Julia
- 2006 - Tropique amers
- 2006 : The Front Line de David Gleeson : Kala
- 2007 : Tropiques amers (serie de televisión): Adèle
- 2008 : Aide-toi, le ciel t'aidera de François Dupeyron : Liz
- 2008 : Marianne (TV) de Philippe Guez de la serie Scénarios contre les discriminations : Marianne
- 2010 : Victor Sauvage (serie de TV) de Patrick Grandperret
- 2010 : Merci papa, merci maman (serie de TV) de Vincent Giovanni : Audrey
- 2011 : Passage du désir (TV) de Jérôme Foulon : Ingrid Diesel
- 2014 : Engrenages (serie de televisión): Carole Mendy
- 2018: ángel
- 2019: Scappo a casa